# Réserve nationale Laguna Parrillar
La réserve nationale Laguna Parillar est une réserve naturelle située sur la péninsule de Brunswick, à 52 kilomètres au sud de la ville de Punta Arenas, dans la province de Magallanes, au sud du Chili. Créée par le Décret suprême no 245 du Ministère de l'Agriculture du Chili du 22 avril 1977, la réserve couvre une superficie de 18 414 hectares, comprise entre une altitude de 300 et de 650 mètres. La réserve nationale Magallanes est située à quelques km.
Parmi les attractions de la réserve figure la lagune Parrillar (d'une superficie de 970 ha), dont la protection est la raison d'être principale de la réserve. En hiver, la chute des températures provoque le gel des rivières et de la lagune, la couche de glace ainsi formée peut atteindre jusqu'à 30 cm.
La neige accumulée par endroits peut atteindre les 70 cm. La température médiane en été est de 12 °C et de −3 °C en hiver.